# Горбко Юрій Миколайович
Ю́рій Микола́йович Горбко́ (* 23 березня 1908 — † 27 травня 1942) — радянський військовий льотчик-бомбардувальник, учасник радянсько-фінляндської війни 1939—1940 рр. та Другої світової війни, Герой Радянського Союзу (1940).

## Біографія
Народився 23 березня 1908 року в місті Новоград-Волинський (зараз Житомирської області). Українець.
У грудні 1929 року призваний до лав Червоної Армії. У 1932 році закінчив Борисоглібську військово-авіаційну школу льотчиків.
У 1940 році брав участь у радянсько-фінської війни. Командир ескадрильї 18 швидкісної бомбардувальної авіаційної бригади 7 армії Північно-Західного фронту, яка брала участь у забезпеченні прориву радянськими військами 80-кілометрової укріпленої лінії Маннергейма.
Здійснив 52 бойових вильоти на знищення довготривалих вогневих точок, живої сили і техніки противника.
Звання Героя Радянського Союзу присвоєно 21 березня 1940. Нагороджений 2 орденами Леніна (одним — посмертно), орденом Червоного Прапора.
Загинув у бою під час Німецько-радянської війни, похований у м. Єлець Липецької області.

## Пам'ять
У Новограді-Волинському його йменням названа вулиця.